# Eilert Dieken
Eilert Dieken (ur. 23 września 1898 w Walle, zm. 23 września 1960 w Esens) – niemiecki policjant i żandarm, który podjął decyzję o zamordowaniu rodziny Ulmów w Markowej w 1944.

## Życiorys
Urodził się we wsi Walle (obecnie części miasta Aurich) w rodzinie protestanckiej, ale dobrowolnie dokonał aktu apostazji i rozstał się z Kościołem, mimo że funkcjonariusze policji w III Rzeszy nie byli do tego zobligowani. Walczył podczas I wojny światowej, a w latach 30. XX wieku otrzymał Krzyż Honorowy. Służył początkowo w policji Republiki Weimarskiej, a następnie w Ordnungspolizei III Rzeszy.
Po agresji niemieckiej na Polskę został skierowany do Generalnego Gubernatorstwa jako żandarm, w styczniu 1941 objął służbę szefa posterunku żandarmerii w Łańcucie. Podlegali mu żandarmi: Josef Kokott, Erich Wilde, Gustaw Unbehend oraz Michael Dziewulski, znani z brutalności względem ludności polskiej i działań rabunkowych. W lipcu 1941 otrzymał stopień Gendermerie-Meister (najwyższy podoficerski w policji). Od tego momentu podwładni nazywali Mistrzem (niem. Meister).

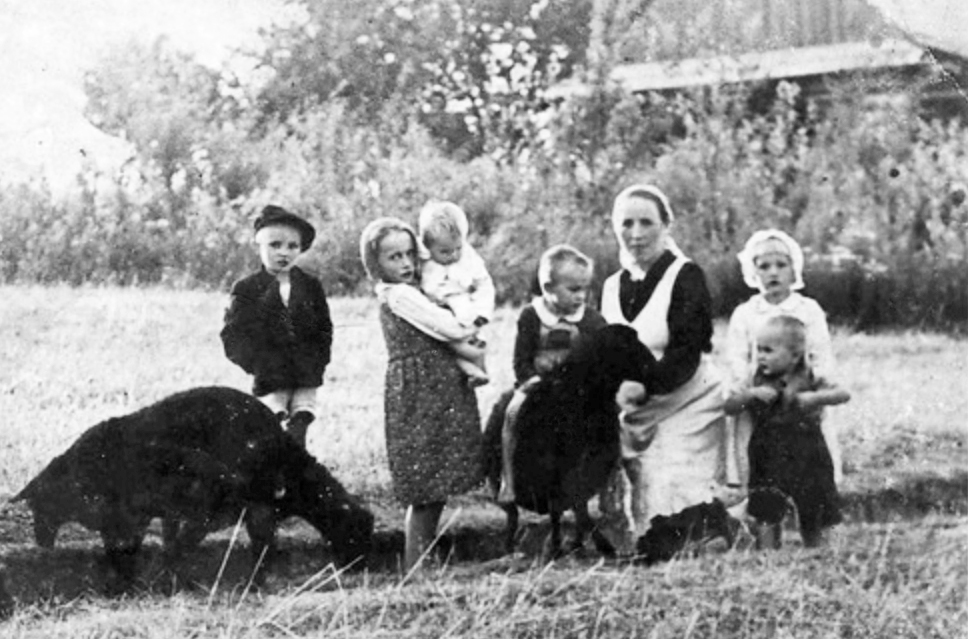
Rodzina Ulmów zamordowana z rozkazu Diekena

Podejmując akcje w terenie działał ściśle według niemieckich wytycznych odnośnie do traktowania Żydów i pomagających im Polaków, tj. rozstrzeliwał ich na miejscu bez sądu. Po otrzymaniu informacji o Żydach ukrywających się w gospodarstwie rodziny Ulmów, 24 marca 1944 około godziny 5 rano przybył jako dowódca akcji do Markowej i dokonał tam mordu znanego jako zbrodnia w Markowej, co nie odstraszyło polskich mieszkańców od dalszego pomagania Żydom. Bezpośrednio po akcji udzielił nagany komendantowi policji w Markowej i ze zrabowanym Polakom mieniem odjechał wraz z podwładnymi ze wsi. Zapytany przez sołtysa, dlaczego wydał rozkaz zamordowania dzieci Ulmów, odpowiedział, że po to by mieszkańcy wsi nie mieli z nimi problemów. We wrześniu 1944 awansowano go na porucznika żandarmerii.
Po zakończeniu II wojny światowej wrócił do Esens i dwukrotnie przeszedł procedurę denazyfikacji (w czerwcu 1946 i w maju 1949), otrzymując najwyższe oceny od komisji. Nie należał do NSDAP ani innych organizacji zbrodniczych, co ułatwiło mu ukrycie mordów. Przed aliancką komisją i w ankiecie zeznawał jedynie, że od 5 czerwca 1940 do 20 lipca 1944 służył jako żandarm w różnych miejscowościach dystryktu krakowskiego Generalnego Gubernatorstwa. Otrzymał w związku z tym adnotację o braku przeciwwskazań do służby policyjnej. Pracował więc nadal, nawet otrzymał awans na inspektora. W 1950 został mu potwierdzony status dożywotniego urzędnika państwowego nadany w 1933. Do emerytury dosłużył się stopnia komisarza. Miał opinię służbisty, osoby ściśle przestrzegającej przepisów, życzliwej jednak dla ludzi. Również rodzina określała go jako dobrego i troskliwego. Jeden z wnuków, w dowód uznania jego pamięci, otrzymał imię Eilert. Unikał opowieści o służbie w okupowanej Polsce. Twierdził, że pomagał miejscowym. Wskazywał też na tajemnicę służbową. Jedna z jego córek pielęgnowała pamięć o ojcu, który według niej „w trakcie okupacji cieszył się zasłużoną sympatią lokalnych Polaków”.
Prokuratura w Dortmundzie prowadziła umorzone następnie dochodzenie przeciw żandarmom z okręgu jarosławskiego. Nikomu nie postawiła zarzutów, także Diekenowi. Podobnie zakończyło się pośmiertne śledztwo Centrali Badań Zbrodni Narodowosocjalistycznych w Ludwigsburgu. Ukarano jedynie Josefa Kokotta, który strzelał do dzieci Ulmów.

## Rodzina
Ożenił się przed 1939 i miał dwie córki: Grete oraz Hannelore. Jego grób znajduje się na cmentarzu w Esens.